# 北海道千歳高等学校
北海道千歳高等学校（ほっかいどう ちとせこうとうがっこう）は、北海道千歳市北栄1丁目にある道立高等学校。

## 沿革
年表
- 1947年（昭和22年）- 道立野幌高等学校千歳分校として設立認可（定時制農業科）、町立千歳中学校に併置開校[1]。
- 1948年（昭和23年）- 北海道野幌高等学校千歳分校として開校[1]。
- 1950年（昭和25年）- 豊平町立月寒高等学校千歳分校、北海道千歳高等学校に設置許可（全日制普通科、定時制普通科）、北海道千歳高等学校として独立開校[1]。
- 1951年（昭和26年）- 通常制高等学校を許可[1]。
- 1952年（昭和27年）- 校歌制定、第1期校舎工事完成し移転[1]。
- 1953年（昭和28年）- テニスコート完成、第2期校舎工事完成[1]。
- 1954年（昭和29年）- 道立に移管[1]。
- 1956年（昭和31年）- 定時制商業科を設置[1]。
- 1957年（昭和32年）- 定時制農業科を閉科[1]。
- 1963年（昭和38年）- 第1期完全防音工事完成、商業科を設置[1]。
- 1964年（昭和39年）- 第2期完全防音工事完成、新校舎移転、屋内体育館新設工事完成[1]。
- 1969年（昭和44年）- 格技場完成[1]。
- 1970年（昭和45年）- 商業棟・文書実務室・商品実験室工事完成[1]。
- 1974年（昭和49年）- プール完成[1]。
- 1976年（昭和51年）- 校舎増改築完成[1]。
- 1986年（昭和62年）- 定時制商業科閉科[1]。
- 1997年（平成9年）- 校舎改築工事着工[1]。
- 1999年（平成11年）- 水泳プール完成、校舎・屋内体育館・柔剣道場改築工事完成、商業科一部を国際流通科に学科転換[注 1]、国際教養科新設、旧校舎解体工事完了[1]。
- 2002年（平成14年）- 第2体育館完成[1]。

## 教育目標
- 自主的精神と実践力を育てる[2]。
- 高い知性、豊かな情操と強い意志を育てる[2]。
- 国際化時代に対応できる国際感覚と資質を育てる[2]。

## 教育課程
- 全日制課程
  - 国際流通科
  - 国際教養科
  - 普通科
- 定時制課程
  - 普通科

## 学校行事
学校行事は以下の通り。
- 4月 - 始業式、入学式、総合学力記述模試（3年）、第1回全統共通テスト模試（3年）、国際教養科交流会（1・3年）、春季講習（3年）
- 5月 - 高体連壮行会、春期講習（3年）、第1回全統記述模試（3年）、大学入学共通テスト模試（3年）
- 6月 - 前期中間考査、特別講習（1・2年普通科・国際教養科）、総合学力記述模試（3年）、ベネッセ総合学力テスト（1・2年）
- 7月 - 千高祭、夏季講習、夏季休業
- 8月 - 第2回全統共通テスト模試（3年）、情報特別講習（3年）、第2回全統記述模試（3年）、第3回大学･看護学校共通模試（3年）、学力テスト
- 9月 - 前期期末考査、第1回ベネッセ駿台共通テスト模試（3年）、第4回大学･看護学校共通模試（3年）
- 10月 - 前期終業式、第2回ベネッセ・駿台記述模試（3年）、芸術鑑賞、第3回全統記述模試（3年）、特別講習（2年普通科・国際教養科）、第3回全統共通テスト模試（3年）、見学旅行（2年）、特別講習（1年普通科・国際教養科）
- 11月 - 第3回ベネッセ駿台共通テスト模試（3年）、ベネッセ総合学力テスト（1・2年）、後期中間考査、全統プレ共通テスト（3年）
- 12月 - 海外語学研修（2年国際教養科）、共通テスト本番レベル模試、冬期講習、冬季休業
- 1月 - パック模試（3年）、スキー授業、ベネッセ総合学力テスト（1・2年）
- 2月 - スキー遠足、大学入学共通テスト模試（2年）、国際流通科集会、後期期末考査
- 3月 - 卒業式、球技大会、終業式、春季講習

## 部活動・外局
| 体育部 - 野球部 - 陸上競技部 - バスケットボール部（男子・女子） - バレーボール部（男子・女子） - 硬式テニス部（男子・女子） - バドミントン部（男子・女子） - ソフトテニス - ソフトボール部 - サッカー部 - 剣道部 - 卓球部 - 弓道部 | 文化部 - 演劇部 - ボランティア部 - ワープロ部 - 漫画研究部 - 華道部 - 写真部 - 茶道部 - 料理部 - 吹奏楽部 - B.S.C（ビジネススタディクラブ）部 - 美術部 - 英語部 - 書道部 - フィールドサイエンス部 - クイズ研究会 |

外局
- 放送局
- 新聞局
- 図書局

## 交通アクセス
- JR千歳線千歳駅より徒歩10分[5]。

## 著名な出身者
政治家
- 東川孝（元千歳市長）
- 山口幸太郎（前千歳市長）

学者
- 本田明治[6]（新潟大学教授）

文化・芸能
- 薫原好江（漫画家）
- 渡辺カナ（漫画家）
- 清水泰次[7][8]（ミュージシャン）
- 西沢利明（俳優）
- 岡本菜摘（歌手）
- 鈴木愛奈（歌手・声優）
- 卓也努力勝利（お笑い芸人、「四天王」メンバー）

マスコミ
- 水野悠希（フリーアナウンサー）

その他
- 高遠菜穂子（ボランティア活動家）

## 備考
- 2013年まで毎年、韓国へ修学旅行を行っていたが、2014年4月に韓国で起きたセウォル号沈没事故によって国内に変更することになった[9]。